# Celle di Macra
Celle di Macra ist eine Gemeinde in der italienischen Provinz Cuneo (CN), Region Piemont.

## Lage und Einwohner
Celle di Macra liegt rund 45 km nordwestlich von der Provinzhauptstadt Cuneo entfernt im Valle Maira und ist Mitglied in der Bergkommune Comunità Montana Valle Maira. Das Gemeindegebiet umfasst eine Fläche von 31,11 km² und hat 88 Einwohner (Stand 31. Dezember 2024). Zur Gemeinde zählen auch die Fraktionen (Frazioni) Albornetto, Ansoleglio, Bassura, Castellaro, Chiesa (Gemeindesitz), Chiotto, Combe, Grangia, Matalia, Paschero, Rio, Ruà, Sagna, Serre, Soglio Soprano, Soglio Sottano, Ugo Soprano und Ugo Sottano.
Die Nachbargemeinden sind Castelmagno, Macra, Marmora und San Damiano Macra.

## Geschichte

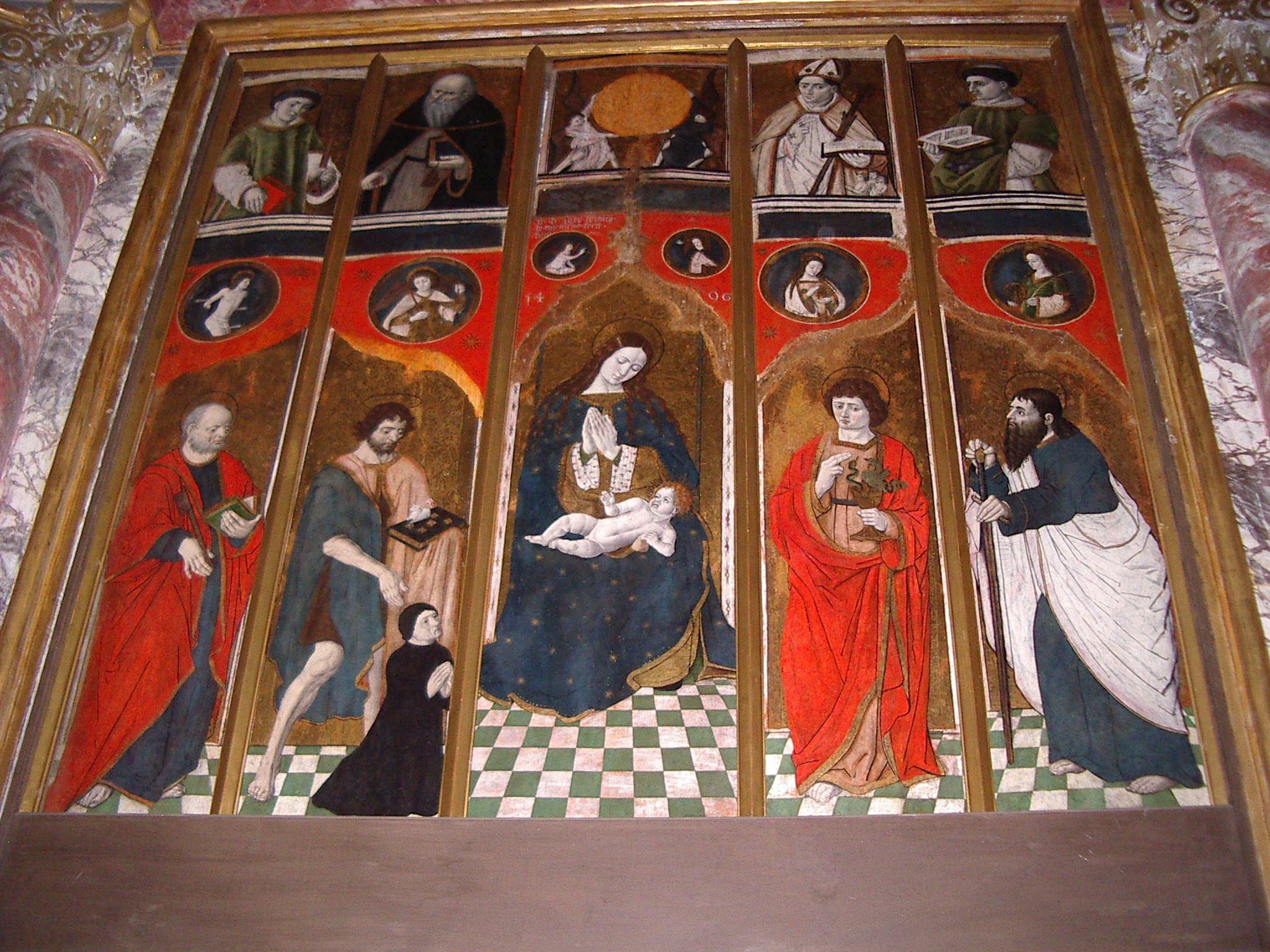
Polyptychon von Hans Clemer in der Kirche San Giovanni Battista

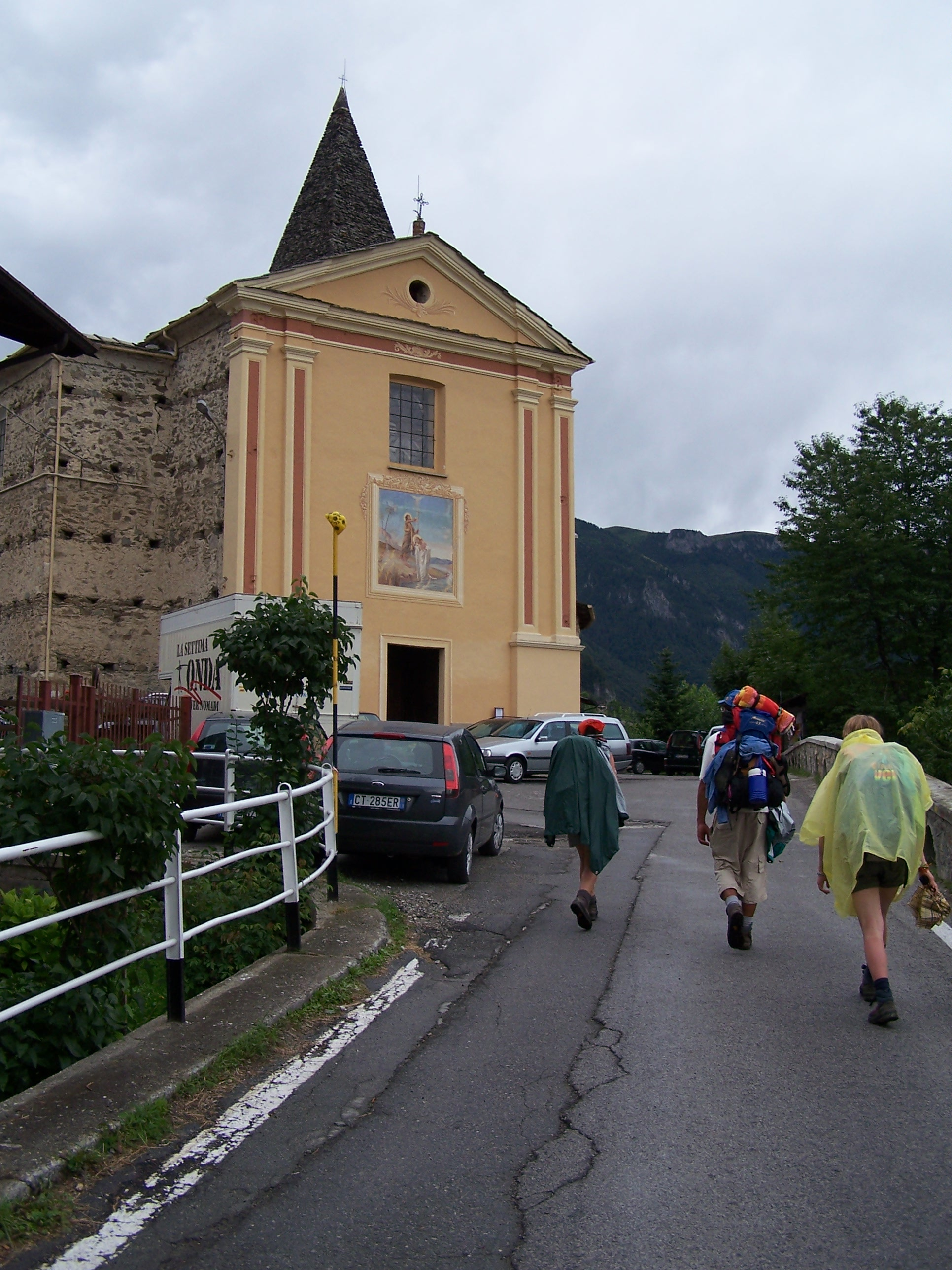
San Giovanni Battista in Celle die Marca

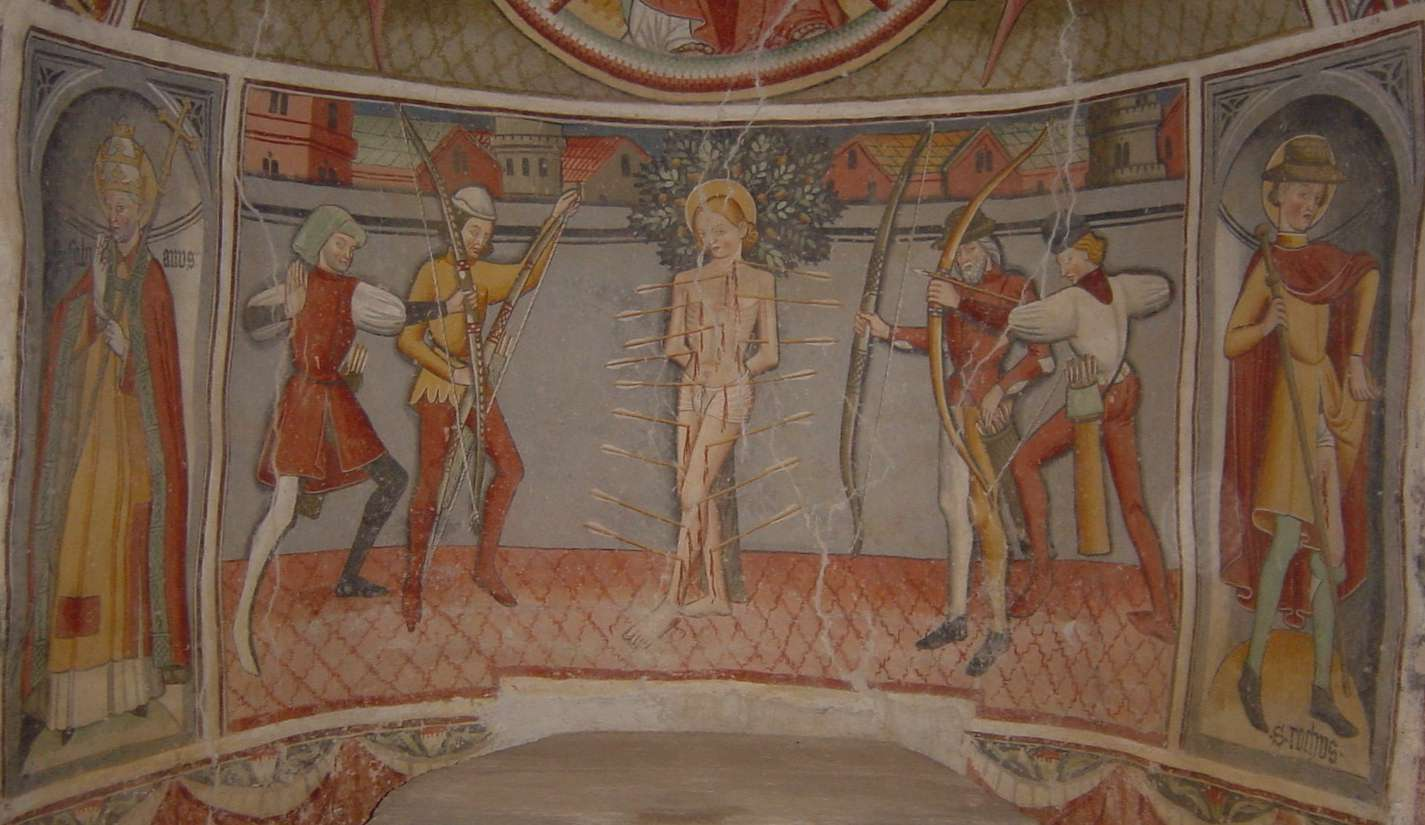
Bild von Giovanni Baleison in der Kapelle San Sebastiano

Der Ortsname, der in mittelalterlichen Dokumenten ohne Determinante vorkommt, lässt sich auf das lateinische CELLA zurückführen, das zunächst im Sinne von „Ort der Sammlung militärischer Ernte“ und dann im Sinne von „Ablagerung von Landfrüchten“ verwendet wird. Es gibt jedoch keinen Mangel an Leuten, die glauben, dass der Name des Dorfes von einer alten „Klosterzelle“ der Abtei Villar San Costanzo oder vom Dialektbegriff „seile“ herrührt, was „die aufgetürmten Holzhaufen“ bedeutet in der Gegend‘. Die Bezeichnung „di Macra“ ist eine Variante von Maira, dem Namen des Baches, der in den Po mündet.
Die ersten Zeugnisse der Existenz der Stadt stammen aus der zweiten Hälfte des 13. Jahrhunderts (1280) und betreffen die Streitigkeiten zwischen Celle und Castelmagnesi für den Besitz einiger Weiden im Val Grana. Ab dem 13. Jahrhundert gehörte es zum Saluzzo-Komitee und wurde zur Zeit des protestantischen Aufstands von Carlo Emanuele I. nicht zerstört, da es der christlichen Lehre treu blieb. Später wurde es an die Cambiano di Ruffia, Grafen von Paglieres und Cartignano, belehnt, deren Nachfolger die Ferraris von Cuneo waren. Die darauffolgenden Einfälle der spanischen, französischen, savoyischen und napoleonischen Truppen beeinträchtigten die verschiedenen Dörfer nur geringfügig, auch dank ihrer Lage auf dem Territorium.
Das Sardellenmuseum ist ein Multimediales Museum der Wanderberufe. Es möchte das Maira-Tal und die soziokulturelle Identität der Gemeinde präsentieren und konzentriert sich dabei insbesondere auf die Geschichte der Wanderberufe und insbesondere der Sardellenmacher. Im Winter war das Leben in den Bergen sehr hart und man brauchte Einfallsreichtum, um zu überleben. Berufe wie der des Sardellenhändlers entstanden aus der Not heraus.
Unter den Denkmälern stechen folgende hervor: die Pfarrkirche San Giovanni Battista aus dem 18. Jahrhundert, in der ein wertvolles Polyptychon aus dem Ende des 15. Jahrhunderts von Hans Clemer zu sehen gibt, und die Kapelle San Sebastiano aus dem 14. Jahrhundert mit Fresken von Giovanni Baleison aus dem 15. Jahrhundert.